# San’yaku
San’yaku (jap. 三役 „drei Ränge“) bezeichnete im japanischen Sumōsport ursprünglich die Ränge Komusubi, Sekiwake und Ōzeki. Noch bis in die Meiji-Zeit galten die Yokozuna als Ōzeki mit besonderen zeremoniellen Rechten und die San’yaku waren damit die drei höchsten Ränge. Auch mit der Etablierung des Yokozuna zu einem eigenständigen Rang hat sich der Begriff trotz der numerischen Unstimmigkeit (wörtliche Bedeutung: „drei Ränge“) erhalten und wird heutzutage uneinheitlich verwendet: Zum einen kann er sich nur auf die beiden Ränge Komusubi und Sekiwake beziehen. Zum anderen findet er als Oberbegriff für alle vier Ränge oberhalb der Maegashira (Komusubi, Sekiwake, Ōzeki und Yokozuna) Verwendung. In diesem Artikel steht letztere Bedeutung im Vordergrund.
Im Idealfall sollten, außer beim Yokozuna, jeweils zwei Ringer in jedem der San’yaku-Ränge stehen, im Begriffssystem des Sumō jeweils ein „östlicher“"und ein „westlicher“. Wenn es einmal nur einen einzigen Ōzeki gibt, wird der Yokozuna formal als Yokozuna-Ōzeki geführt. Bei mehreren gleichzeitig amtierenden Yokozuna übernimmt diese Funktion der am niedrigsten im Rangsystem stehende. Es gibt keinen bekannten Fall, in dem es weniger als je einen Yokozuna und Ōzeki gegeben hat.
Das Leben als San’yaku bringt eine Reihe besonderer Vergünstigungen, aber auch Pflichten mit sich. Die Kämpfer erhalten ein höheres monatliches Gehalt und die Erlaubnis, einen Anteil am Nihon Sumō Kyōkai zu erwerben (unabhängig von der Anzahl ihrer absolvierten Turniere in der Makuuchi-Division). Dafür müssen sie als Repräsentanten der Sumōringer an verschiedenen Veranstaltungen teilnehmen. Beispielsweise sind zu den formellen Reden des Sumōverbandsvorsitzenden am Eröffnungs- und Abschlusstag eines Turniers alle San’yaku in ihren Kampfmawashi anwesend. Die San’yaku begrüßen ferner besonders prominente Gäste, z. B. den Tennō, im Stadion.
Die Ränge der San’yaku können noch einmal in einen oberen und einen unteren Teil unterschieden werden. Die höheren Sanyaku sind Yokozuna und Ōzeki, darunter stehen die beiden niedrigeren Ränge Sekiwake und Komusubi, die gleich viel verdienen und zwischen denen auch kein großer Prestigeunterschied besteht. Das Vorrücken in die obere Gruppe wird von besonderen Kriterien bestimmt (siehe Artikel Ōzeki), dafür erhalten ihre Mitglieder erheblich höhere Gehälter und andere Verbesserungen wie beispielsweise eine größere Anzahl von rangniederen Ringern, die ihnen zur Hand gehen, einen Parkplatz in der Anlage des Sumōverbands und Wahlrecht im Verband. Dafür wird erwartet, dass sie die Ansichten der aktiven Kämpfer im Verband vertreten sowie an allerhand Promotionveranstaltungen und Sponsorentreffen teilnehmen. Von den unteren Sanyaku wird weniger gefordert.
Kämpfer der oberen San’yaku-Ränge sind nicht für die drei besonderen Preise oder Sanshō wählbar, die am Ende eines Turniers für besondere Leistungen vergeben werden.

## Andere Verwendungen
Das Wort San’yaku, also die „drei Ämter“, wird in Japan auch in anderen Organisationen gebraucht und meint die drei höchsten Positionen. Die San’yaku einer Kommunalregierung sind beispielsweise der Bürgermeister, sein Stellvertreter (joyaku) und der Stadt-/Dorfkämmerer (shūnyūyaku), die einer Präfekturregierung der Gouverneur, der/die Vizegouverneur(e) und der Leiter der Finanzabteilung (suitōchō).
In der über Jahrzehnte regierenden Liberaldemokratischen Partei nennt man die drei wichtigsten Positionen nach dem Parteivorsitzenden tō-san’yaku, also die „drei Ämter der Partei“.